# Ласерда, Бернарда Феррейра де
Бернарда Феррейра де Ласерда (порт. D. Bernarda Ferreira de Lacerda; в замужестве Корреа де Суза; 1596 или 1595, Порту — 1 октября 1644, Лиссабон) — португальская поэтесса, писательница и драматург.

## Биография
Об её детстве и отрочестве информации практически не сохранилось, да и прочие биографические сведения о ней весьма скудны и отрывочны; известно лишь, что де Ласерда родилась в Порту 1595/6 году.
Она писала на нескольких языках. Лопе де Вега, посвятивший ей свою эклогу «Filis», восхваляет чистоту её латыни, ее португальское сердце и испанское перо. 
Поэма «Hespana libertada», посвященную испанскому королю Филиппу III (Лиссабон, 1618), написанная на кастильском наречии, представляет собою рифмованную хронику, согласно «ЭСБЕ», «лишенную всякой поэтической силы»; вторая часть произведения появилась лишь спустя почти тридцать лет после смерти автора (1673) её дочерью Марией Кларой де Менесес. 
Португальские стихотворения де Ласерды были изданы в сборнике под названием «Soledades do Buçao» (Лиссабон, 1634) и в своё время они весьма ценились читателями, но некоторые придирчивые литературные критики охарактеризовали их лишь как «стихотворный набор слов».
О стихах де Ласерды также очень лестно отзывался португальский поэт Мануэль де Гальегос, что позволяет предположить, что её коллеги-мужчины довольно высоко ценили её поэтический дар.
Бернарда Феррейра де Ласерда скончалась в 1644 году в городе Лиссабоне.
Арт-феминистка Джуди Чикаго, увековечила имя поэтессы в своей художественной композиции «Званый ужин» посвящённой выдающимся женщинам разных эпох.